# Iginio Straffi
Iginio Straffi (Gualdo, 30 de maio de 1965) é um animador e diretor de cinema italiano. Straffi é criador e diretor da série animada Winx Club e Huntik. Ele nasceu e cresceu na Itália e é o fundador da Rainbow S.p.A., onde produz séries animadas levadas para todo o mundo.